# Parc de la Bòbila

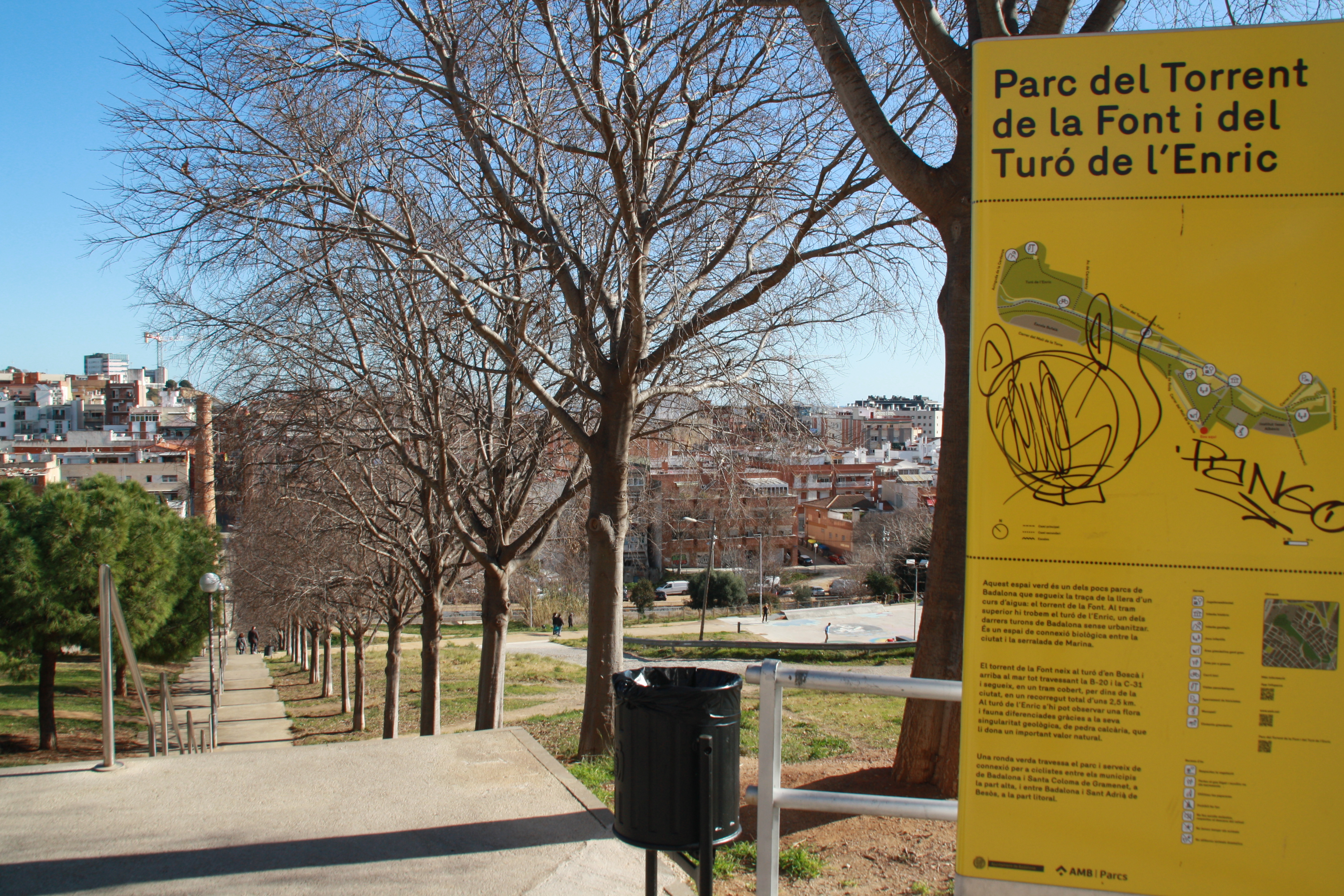
Accés des del carrer de Molí de la Torre, integrat al Parc del Torrent de la Font i del Turó de l'Enric.

El Parc de la Bòbila és un parc situat al barri de Morera de Badalona, tot i que es troba en la frontera amb Bufalà i dona serveis a ambdós barris. En la seva primera fase estigué delimitat per l'avinguda Bac de Roda i els carrers Molí de la Torre i Torrent de la Font, a més del Parc Serentill; actualment s'estén al llarg de tota la riera, més enllà de Bac de Roda, i arriba pràcticament al carrer del Puigmal, de manera que compta amb una superfície total d'unes 3,5 ha.
L'espai del parc s'estén a banda i banda del Torrent de la Font, un curs fluvial avui canalitzat que converteix el parc en part d'un sistema fluvial que constitueix un autèntic corredor biològic dintre de la ciutat, que va des de l'autopista B-20 fins a la C-31.

## Transports
En els contorns del parc, algunes fora de les immediateses, té una sèrie de parades d'autobús, totes operades per TUSGSAL.
- B6 (Badalona H. Can Ruti - Badalona Estació Rodalies)[2]
- B8 (Badalona Bonavista - Bufalà - La Morera - Bonavista)[3]
- B9 (Badalona Bonavista - La Morera - Bufalà - Bonavista)[4]
- B19 (Badalona H. Can Ruti - Barcelona H. Vall d'Hebron)[5]
- B24 (Badalona H. Can Ruti - Barcelona Rda. St. Pere)[6]
- B26 (Badalona H. Can Ruti - St. Adrià de Besòs Estació Rodalies)[7]
- N2 (L'Hospitalet de Llobregat Av. Carrilet - Badalona Via Augusta)[8]